# کولم‌بورخ
کولم‌بورخ (به هلندی: Culemborg) یک منطقهٔ مسکونی در هلند است که در خلدرلاند واقع شده‌است. کولم‌بورخ ۵ متر بالاتر از سطح دریا واقع شده‌است.